# Hàm lồi

Hàm lồi trên một đoạn khoảng cách.

Một hàm (màu đen) là lồi nếu và chỉ nếu vùng phía trên đồ thị của hàm số của nó (màu xanh) là một tập lồi.

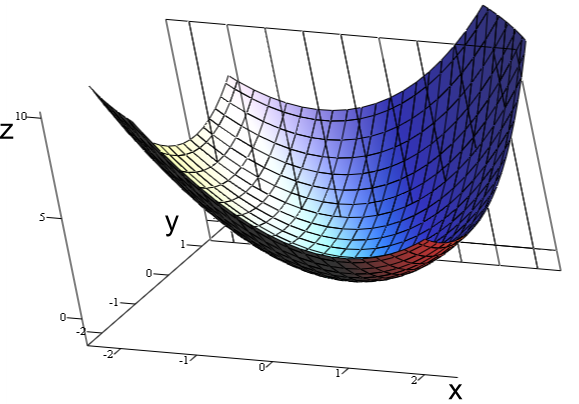
Một đồ thị đa thức hàm lồi x^{2} + xy + y^{2}.

Trong toán học, một hàm có giá trị thực định nghĩa một khoảng cách chiều n được gọi là lồi (tiếng Anh: convex) nếu đoạn thẳng ở giữa, nối bất kỳ hai điểm nào của đồ thị của hàm số nằm phía trên đồ thị giữa hai điểm. Tương tự, một hàm là hàm lồi nếu epigraph (tập các điểm ở trên hoặc phía trên đồ thị hàm số) là một tập lồi. Hàm khả vi hai lần (twice-differentiable) của một biến đơn là hàm lồi nếu và chỉ nếu đạo hàm cấp hai của nó là không âm trên toàn bộ miền giá trị của nó. Các ví dụ phổ biến của hàm lồi trên một biến đơn bao gồm hàm số bậc hai {\displaystyle x^{2}} và hàm mũ {\displaystyle e^{x}}. Nói một cách dễ hiểu, hàm lồi dùng để chỉ một hàm có dạng hình cái cốc {\displaystyle \cup }, và một hàm lõm có hình dạng của một cái mũ {\displaystyle \cap }.